# Крайнє Чорне
Крайнє Чорне (словац. Krajné Čierno) — село в Словаччині, Свидницькому окрузі Пряшівського краю. Розташоване в північно-східній частині Словаччини.
Уперше згадується у 1618 році.

## Пам'ятки
У селі є дерев'яна греко-католицька церква святого Василія Великого з першої половини 18 століття, з 1963 року разом з дерев'яною брамою та дерев'яним парканом національна культурна пам'ятка. 
Крім неї є також дерев'яна православна церква святого Василія Великого з 1930 року у візантійському стилі. І щоб її не було взагалі видно, православна громада вирішила прямісінько перед нею збудувати нову муровану церкву з 20 століття.

## Населення
| Рік:            | 1993 | 2003    | 2013     | 2023    |
| --------------- | ---- | ------- | -------- | ------- |
| Кількість осіб: | 86   | 87      | 76       | 80      |
| Різниця:        |      | +1,16 % | -12,64 % | +5,26 % |

| Рік:            | 2022 | 2023    |
| --------------- | ---- | ------- |
| Кількість осіб: | 76   | 80      |
| Різниця:        |      | +5,26 % |

В селі проживає 79 осіб.
Національний склад населення (за даними останнього перепису населення — 2001 року):
- словаки — 57,14%
- русини — 40,48%
- українці — 2,38%

Склад населення за приналежністю до релігії станом на 2001 рік:
- православні — 82,14%,
- греко-католики — 17,86%,